# Église Notre-Dame-de-la-Croix
De Église Notre-Dame-de-la-Croix (Nederlands: Onze-Lieve-Vrouw van het Kruiskerk) is een kerk in neoromaanse stijl in het 20e arrondissement van Parijs. De kerk is gebouwd op een helling en is toegankelijk via een trap met 54 treden. 

## Geschiedenis
De kerk is genoemd naar een Mariabeeld dat vereerd werd in een voormalig oratorium in het toenmalige dorp Ménilmontant buiten Parijs. Tijdens de Franse Revolutie werd het oratorium vernield maar het beeld werd gered en overgebracht naar de kerk van Bagnolet. Toen Ménilmontant stilaan werd opgenomen in de Parijse agglomeratie en de bevolking toenam, werd er in 1823 een eenvoudige kapel met plaats voor 400 gelovigen gebouwd. Deze kapel gewijd aan Onze-Lieve-Vrouw van het Kruis werd in 1847 een parochiekerk. In 1863 werd begonnen met de bouw van een nieuwe kerk, die hoewel onafgewerkt in 1869 werd ingewijd. Tijdens de Parijse commune (1871) deed de kerk dienst als club en vergaderplaats. 

## Klokkentoren
De klokkentoren is 78 meter hoog en de kamer waar het mechanisme van het uurwerk zich bevindt, herbergt enkele opmerkelijke fresco's. Deze fresco's zijn van de hand van twee onbekende kunstenaars, en hun werk is gedateerd tussen 1882 en 1891. De ene artiest werkte erg gedetailleerd met houtskool en rode pigmenten; de andere tekende meer sculpturaal met enkel houtskool. De anonieme tekeningen hebben als thema de hoofdzonden en de deugden en verraden enige artistieke opleiding en kennis van de gewijde geschiedenis.